# Dicranosterna ruffoi
Dicranosterna ruffoi is een keversoort uit de familie bladkevers (Chrysomelidae). De wetenschappelijke naam van de soort werd in 2003 gepubliceerd door Daccordi.